# Битва на канале Сен-Кантен
Битва на канале Сен-Кантен (нем. Schlacht am Saint-Quentin-Kanal) стала одной из поворотных битв Первой мировой войны. Началась 29 сентября 1918 года. Силы Антанты (британские, австралийские и американские войска в составе четвёртой британской армии под верховным командованием сэра Генри Роулинсона) при поддержке части третьей британской армии, наступавшей севернее и французской первой армии наступавшей в 19 км южнее на фронте шириной 9,5 км предприняли скоординированное наступление с целью прорвать один из наиболее укреплённых участков линии Гинденбурга. Германская оборона на этом участке опиралась на канал Сен-Кантен. Наступление увенчалось успехом, хотя и не планируемые сроки, что привело к первому полному прорыву линии Гинденбурга при сильном германском сопротивлении. В связи с другими атаками сил Антанты по линии в ходе Стодневного наступления германское верховное командование убедилось, что надежды на окончательную германскую победу мало.

## Планирование
Роулинсон желал, чтобы на острие атаки шёл Австралийский корпус под командованием генерал-лейтенанта сэра Джона Монаша с его заслуженной репутацией. Монаш не выразил радости, поскольку в австралийских войсках не хватало личного состава, многие солдаты после месяцев тяжёлых боёв показывали признаки истощения. Было несколько случаев мятежа в войсках, считавших, что с ними обошлись несправедливо. Монаш очень обрадовался, когда Роулинсон предложил ему второй американский корпус (27-я и 30-я дивизии) всё ещё остававшейся в распоряжении британского командования, поскольку американские дивизии вдвое превосходили по численности британские части. Командующий американским корпусом генерал-майор Джордж Уиндл Рид передал Монашу командование своими войсками на время боевых действий. Американским солдатам не хватало боевого опыта. Американским войскам была придана небольшая группа из 217 австралийских офицеров и нижних чинов для советов и связи. Высшее британское командование считало, что боевой дух немцев упал, и их способность к сопротивлению ослабла. Монаш полагал, что операция станет «больше вопросом техники и организации, чем сражений». Хотя предыдущие операции показали падение боевого духа германских войск, это было опасным допущением.
Монашу было поручено составить план боевой операции. Он предполагал использовать американцев для прорыва линии Гинденбурга, за американцами следовали 3-я и 5-я австралийские дивизии с задачей удержать прорыв. Монаш собирался атаковать линию Гинденбурга южнее Вандюиля, где канала Сен-Кантен проходит под землёй на протяжении примерно 5500 м (6000 ярдов) через туннель Белликур (который был преобразован немцами в неотъемлемую часть оборонительной системы линии Гинденбурга). Туннель был единственным местом, где танки могли преодолеть канал. В этом месте траншеи линии Гинденбурга располагалась к западу от линии канала. Третий и Девятый британские корпуса были развёрнуты, чтобы поддержать наступление. Роулинсон внёс существенное изменение в план Монаша: Девятый корпус должен был пойти в атаку прямо через глубокий канал, проходящий к югу от туннеля Белликорт. Эту поправку в план придумал генерал-лейтенант Брейтуэйт, командир Девятого корпуса. Монаш считал что такой штурм обречён на провал и сам не предлагал такой план считая его слишком рискованным. Эту точку зрения разделяли многие в 46-й (Северный Мидленд) дивизии Девятого корпуса, которой было поручено возглавить наступление. Сами немцы считали позицию у канала непреодолимой.

## Комментарии
1. ↑  Бин перечисляет следующие германские дивизии: 54-я, 121-я, 185-я, 75-я резервная, 21-я, 2-я гвардейская, 2-я, 119-я, 241-я, 54-я, 24-я, 8-я и 21-я резервная. Этот список неполон, поскольку не включает силы, выступившие после Антанты 5 октября[3]